# سوسک مرگ
سوسک مرگ (نام علمی: Xestobium rufovillosum) نام یک گونه از تیره سوسک‌های مرگ است.